# شاطئ مارتان
شاطئ مارتان بالفرنسية plage martin يقع في وسط الحمامات الرومانية بلدية الحمامات دائرة شراقة الجزائر العاصمة 
وهو اكبر شاطئ في بلدية الحمامات ومن اجمل شواطئ الجزائر العاصمة حيث موقعه الاستراتيجي بين زرقة البحر الأبيض المتوسط وغابة بينام الخضراء .

## تاريخ
يعد من اقدم الشواطئ في الجزائر العاصمة حيث توجد له صور من قبل 1920 الحقبة الاستعمارية 